# 2761 Eddington
2761 Eddington este un asteroid din centura principală, descoperit pe 1 ianuarie 1981, de Edward Bowell.